# ヴァイオリンソナタ第1番 (フォーレ)

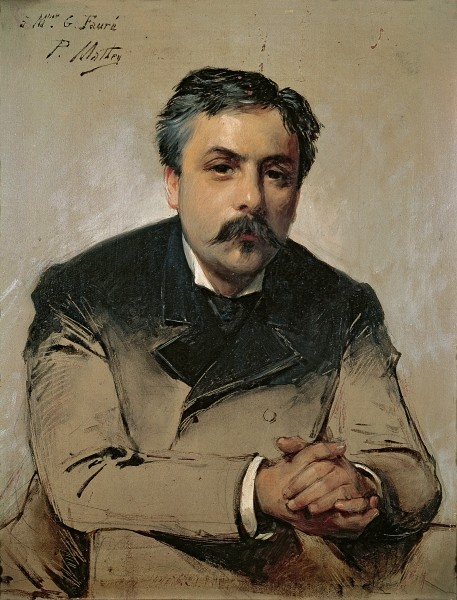
1870年代のガブリエル・フォーレの肖像画

ヴァイオリンソナタ第1番(仏: Sonate pour violin et piano nº 1) イ長調 作品13は、近代フランスの作曲家ガブリエル・フォーレ（1845年 - 1924年）が1876年に完成したヴァイオリンとピアノのためのソナタ。全4楽章からなる。
演奏時間は約23分。
フォーレの室内楽曲のうち最も早い時期に書かれ、また最もよく知られている作品である。
なお、フォーレのヴァイオリンソナタは2曲あり、第1番から40年以上経った1917年に第2番が書かれた。

## 作曲の経緯

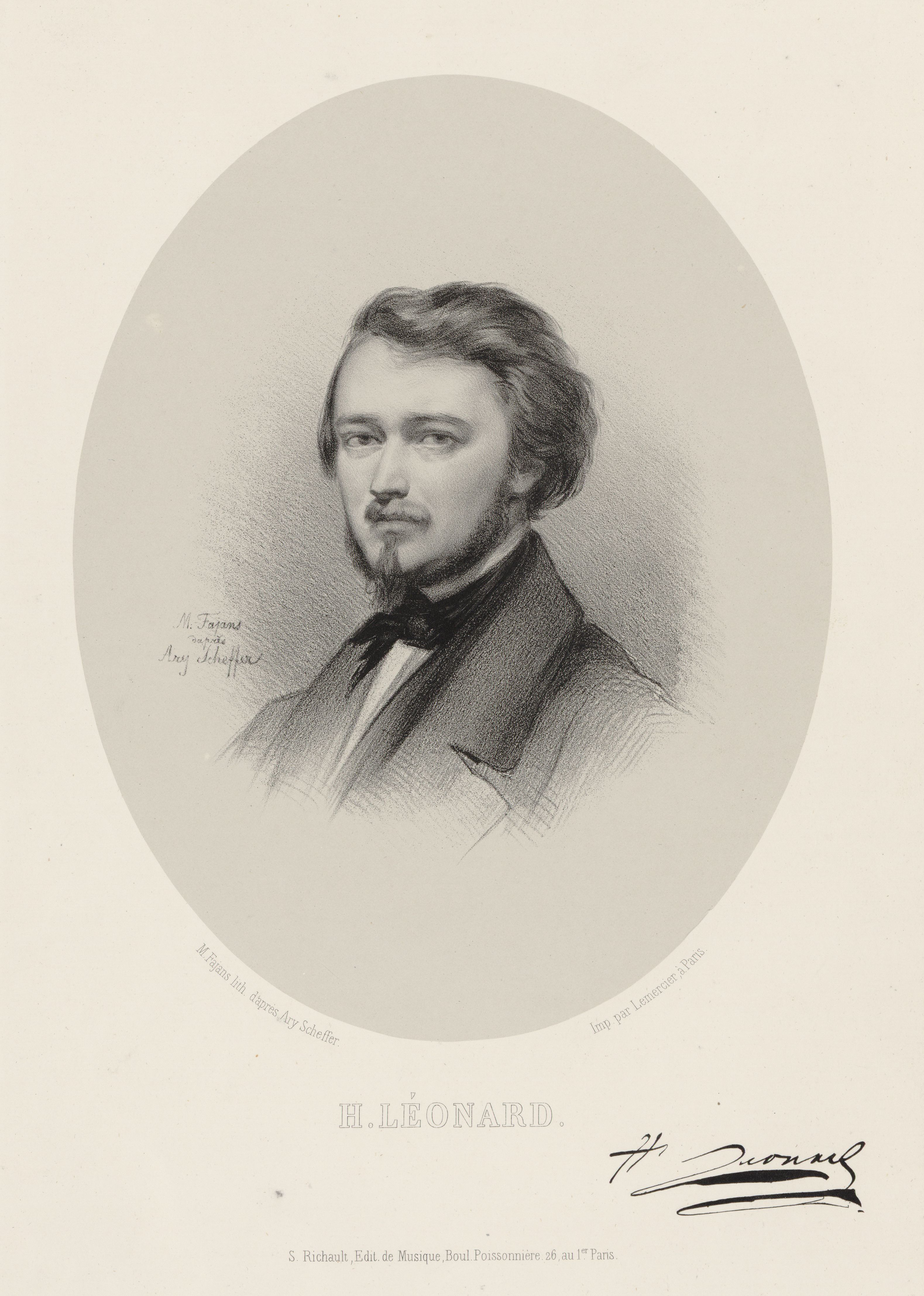
ヴァイオリンソナタ第1番の作曲に協力したヴァイオリニスト、ユベール・レオナール（1819年 - 1890年）

ニデルメイエールの音楽学校を卒業したフォーレは、レンヌのサン＝ソヴァール教会のオルガニストとして4年間を送り、1870年にパリに戻った。その後サン＝トノレ教会及びサン＝シュルピス教会を経て1874年にカミーユ・サン＝サーンスの後任としてマドレーヌ寺院のオルガニストに就任する。ヴァイオリンソナタ第1番に着手したのはその翌年、1875年8月のことである。
フォーレは30歳だった。
当時、パリの音楽界ではオペラがもてはやされ、他のジャンルはほとんど問題にされていなかった。室内楽はアマチュア音楽家の内輪の集まりやサロンの場で演奏されていたが、そのレパートリーは保守的であり、古典派からロマン派にかけての著名作曲家の作品に限られていた。
晩年、フォーレはこのころのことを次のように振り返っている。
この年、フォーレは夏の休暇をル・アーヴル近郊のサント＝アドレスにあった友人のクレール夫妻の屋敷で過ごしており、ベルギーのヴァイオリニスト、ユベール・レオナール（1819年 - 1890年）と寝食を共にする機会を得た。ヴュータンに師事し、ブリュッセル王立音楽院で教授を務めていたレオナールから、フォーレはヴァイオリンの演奏技法について多くのことを学び、日中フォーレが書いた譜面が夜にはレオナールによって音にされるという状況で、フォーレの作曲に積極的な協力が得られた。
こうしてサント＝アドレス滞在中にヴァイオリンソナタ第1番の大部分が書き上げられた。10月初頭にフォーレは両親に宛てた手紙に次のように報告している。
しかし、年内に作品は仕上がらず、翌1876年の夏に完成した。
同年、ロシアから作曲家のセルゲイ・タネーエフがパリを訪れており、パリに在住していた文学者ツルゲーネフが彼にフォーレを紹介した。タネーエフは、フォーレが書き上げたばかりのソナタについて、師のチャイコフスキーに宛てた手紙に「驚嘆すべき美しさ」と書いている。

## 初演・出版

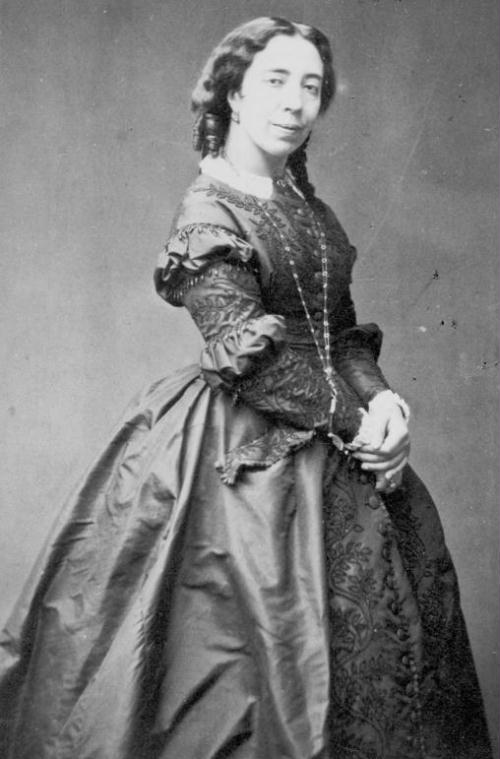
フォーレと家族ぐるみで親交があったポーリーヌ・ガルシア＝ヴィアルド

1877年1月27日、サル・プレイエルで開かれた国民音楽協会の演奏会でマリー・タヨーのヴァイオリン、フォーレ自身のピアノによって初演。曲はポール・ヴィアルド（en:Paul Viardot, 1857年 – 1941年）に献呈された。
ポール・ヴィアルドは、歌手ポーリーヌ・ヴィアルドの息子で、フォーレの親友の一人だった。
同1877年、ライプツィヒのブライトコプフ・ウント・ヘルテル社より出版。
初演では、スケルツォ楽章が聴衆のアンコールに応えて2回演奏された。
このときの模様をフォーレはマリー・クレール夫人に宛てて次のように述べている。

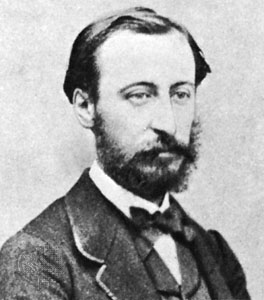
カミーユ・サン＝サーンス（1875年の写真）

サン＝サーンスは、1877年4月7日付の「ジュルナル・ド・ミュジック」紙にこの作品を絶賛する記事を寄せ、その終わりを「フォーレ氏は、一躍巨匠の域にまで達した。」と結んでいる。
後述するように、このソナタが持つ新しさのために、危険を冒して出版しようという出版社はフランスにはなかった。
それまでフォーレの歌曲を出版していたシューダンス社は、50数ページに及ぶ室内楽曲であることを理由に出版を拒否した。
困難に直面したフォーレだったが、友人カミーユ・クレールの尽力により、サン＝サーンス、レオナール、ラロ、サラサーテの推薦を得てドイツで有名なブライトコプフ・ウント・ヘルテル社との出版契約を取り付けることに成功した。しかし、「フォーレ氏の名前はドイツでは知られておらず、氏の作品より劣るような曲でもこのジャンルのものはたくさん市場に出回っているのが現状」という理由から、1876年11月の契約では、フォーレは同作品に関するすべての権利を放棄することに同意させられた。
こうした厳しい条件の下で1877年に刊行されたヴァイオリンソナタ第1番は、やがて多くのヴァイオリニストたちのレパートリーに加えられるようになっていった。フォーレ自身もウジェーヌ・イザイ、ジャック・ティボー、ジョルジュ・エネスコら当時のヴィルトゥオーソとこの作品で共演している。
フランスのフォーレ研究家ジャン＝ミシェル・ネクトゥーは、「この曲がもたらした大いなる成功は、デリケートな室内楽のジャンルでは空前のものだった」と述べている。

## 特徴

### 位置づけ
フォーレの創作期間はしばしば作曲年代によって第一期（1860年 - 1885年）、第二期（1885年 - 1906年）、第三期（1906年 - 1924年）の三期に分けられており、ヴァイオリンソナタ第1番はその第一期に属する。このソナタは、フォーレが声楽とピアノ曲以外の領域に手を染めた初めての成果であり、『ピアノと管弦楽のためのバラード』（作品18）と並んで初期器楽曲の代表的作品となっている。
またそれだけでなく、このソナタはフランスの室内楽の初期の傑作のひとつに位置づけられる。
この作品はしばしばフランクのヴァイオリンソナタと比較されるが、フランクのものより10年早く書かれており、ドイツの作曲家ブラームスのヴァイオリンソナタ第1番（作品78）よりも2年先んじている。
この曲に先行する著名作曲家による室内ソナタ作品としては、1872年に初演されたサン＝サーンスのチェロソナタ第1番があるのみで、フォーレのヴァイオリンソナタ第1番はフランス近代の室内楽という点でも大胆かつ進歩的なものである。
フォーレのヴァイオリンソナタ第1番が発表されて以降、サン＝サーンスやフランクのほか、ルクーやピエルネ、ダンディらが室内楽曲に挑んでいることからすれば、フォーレは彼らに道を開いた存在といえる。
フォーレの死後、1928年にアルフレッド・コルトーとジャック・ティボーによるこのソナタの演奏を聴いた作曲家フランシス・プーランクは、それまでフォーレの音楽に対して距離を置いていた態度を転換しており、「完璧な演奏を前にして、私はこの作品に抱いていたこれまでの見解を全面的に改めざるを得なくなった。考えてみると、ここ50年間の間に書かれたヴァイオリンソナタの中で、これ以上の曲は思い浮かばないのである。」と述べている。

### 音楽
ヴァイオリンソナタ第1番は、フォーレ30歳のときに書かれており、若さにあふれた活動力と成熟したテクニックが共存している。各楽章はメロディーとリズムの力に満ち、二つの楽器が互いに良く鳴り響くように設計されている。
曲は4楽章からなり、若々しい情熱が高揚する両端楽章の間に、これとは対照的に、舟歌のような揺れるリズムを持つ歌謡的な緩徐楽章と気まぐれで軽やかなスケルツォ楽章が挟まれている。
フランスの哲学者ウラジミール・ジャンケレヴィッチは、このソナタについて次のように述べている。
このような高揚感、躍動感にもかかわらず、曲全体としては古典的と呼べるほどの明澄さを備えているのは、音楽の根底に節度と均衡を失わない抒情の純粋さのためであると、日本の音楽学者平島三郎は指摘している。
この点について、同じく日本の音楽学者大宮真琴は、第1楽章の楽式がはなはだ保守的であること、しかしフォーレにとって外面的な形式は楽想の束縛とならなかったとし、「彼のエスプリの純潔な高さが、外面的な一切のものを圧倒していたのである」と述べる。
初演時にアンコール演奏された第3楽章は、4つの楽章の中でもおそらくもっとも特異な曲想を有しており、ここに用いられた簡明さと輝かしさは、当時において非常に革新的なものだった。
ネクトゥーは、後にクロード・ドビュッシーやモーリス・ラヴェルが彼らの弦楽四重奏曲で試みることになった生き生きとしたセレナードの原型をこの楽章に見ることができるとし、フォーレを「フランス風スケルツォ」の創始者と呼んでいる。
またネクトゥーは、終楽章についても楽想の豊かさ、書法の見事さから、フォーレの室内楽作品のフィナーレ中、これほどのびやかな筆致によるものはごくわずかであるとする。
大宮も「旋律の優雅な美しさとともに、和声の微妙な自由さが全曲を支配する。この楽章は、何度でも主題の再現を待ち焦がれさせる尽きぬ魅力にあふれている」、「フォーレの持つリリシズムのもっともよい面が高い香りを持って美しく花を咲かせている」と称えている。

## 構成

### 第1楽章
アレグロ・モルト、イ長調、2/2拍子、ソナタ形式。
大規模な協奏風の様式に基づく楽章。ピアノ・パートに現れる力強い低音のオクターヴ、アルペジオや和音の響きを活かした表現などは以前のフォーレの作品にも見られるが、ここではさらに新たな力強さと厚みが加わっており、交響的な広がりを感じさせる。
ピアノによって歌い出される第1主題はフォーレが好んだシンコペーションのリズムを持ち、万人を魅了する美に溢れる。
これをヴァイオリンが引き継いでゆくが、ここではもうひとつの動機が現れる。
第1主題
下行形の第2主題は嬰ハ短調の抒情的な旋律で、ヴァイオリンの高音域に現れる。
小結尾ではピアノの美しい和声進行によりホ長調が導かれる。提示部は繰り返されるが、展開部に移行する際にはヘ長調となる。
第2主題
展開部はヴァイオリンとピアノの掛け合いによって第1主題の最初の動機が扱われる。
ヘ長調、イ長調、嬰ヘ短調と移り変わってゆき、ピアノ・エ・レッジェーロの新たなエピソードでは二つ目の動機が嬰ヘ短調、異名同音的転調による変ト長調、変ニ長調へと姿を変えてゆく。
後半では第2主題が処理される。
再現部はヴァイオリンとピアノのオクターヴで第1主題が回帰する。第2主題の再現は型どおりのイ長調で、フォルティッシモまで高揚する。コーダではピアノの高音部にウナ・コルダで奏されるアルペジオに乗って第1主題がもう一度ヴァイオリンで歌われ、イ長調を確立しながら終結する。

### 第2楽章
アンダンテ、ニ短調、9/8拍子、ソナタ形式。
二つの主題を持つソナタ形式に基づくが、全体は3部分からなり、展開部に当たる第2の部分でも二つの主題が同じ順序で調的に変化するのみであり、単純な「2主題3部ソナタ形式」と見ることも可能である。
第1主題はピアノの減七のアルペジオに、ヴァイオリンが短い動機で応答する。
けだるい雰囲気の中で歌われる、一種の舟歌である。
第1主題
第2主題はヴァイオリン、次いでピアノで情熱的に歌われる。
この主題は第1主題と逆のリズム型を持ち、10年後のフランクのヴァイオリンソナタを直接的に予告するものとなっている。
第2主題

フランク：ヴァイオリンソナタ第1楽章
展開部では第1主題の応答リズムがピアノに現れて抒情的で美しい箇所を生み出す。再現部では提示部とは逆に、ヴァイオリンに分散和音の主題が戻ってきて、ピアノが応答する。第2主題が再現すると、3度下のニ長調へと移ってゆき、次の楽章のイ長調を用意する。

### 第3楽章
アレグロ・ヴィヴォ、イ長調、2/8拍子、三部形式。
3/4拍子の中間部を持つスケルツォ楽章。
主部では、ピアノとヴァイオリンが競い合うように第1主題が示される。
この主題は目の回るように速い楽想で後拍にアクセントがあり、ヴァイオリンはスタッカートやピチカートを駆使しながらピアノとともに転ぶように進む。
第1主題
中間部は嬰ヘ短調。ヴァイオリンの表情豊かな第2主題によってくつろぎがもたらされる。
第2主題
簡潔なコーダはピアニッシモで結ばれる。

### 第4楽章
アレグロ・クアジ・プレスト、イ長調、6/8拍子、ロンドソナタ形式。
ピアノの和音に乗って、ヴァイオリンが第1主題を軽やかに歌い始め、ピアノがこれを繰り返す。息長い旋律性と抒情性を併せ持つこの主題は、後にフォーレが作曲したピアノ連弾のための組曲『ドリー』の第3曲「ドリーの庭」（1895年作曲）にも用いられた
第1主題
やがてト長調に達し、力強い、シンコペーションを伴った第2主題が示される。第2主題はいくつかの副次的な動機で構成されており、この楽章全体に壮大さを与えている。
第2主題a
第2主題b
第2主題c
展開部前半は第1主題を扱い、後半は2/4拍子のエピソードとなる。
再現部では第1主題がハ長調、第2主題は変ロ長調でそれぞれ回帰する。第1主題がイ長調に戻るとかなり長いコーダとなる。
コーダでは、ヴァイオリンの激しい動きによって、管弦楽的かつロマン派的な性格を持ったクレッシェンドによって終結する。